# Чичков, Юрий Михайлович
Ю́рий Миха́йлович Чичко́в (26 июля 1929, Москва — 6 августа 1990, Москва) — советский композитор, народный артист РСФСР (1989), Заслуженный деятель искусств РСФСР (1978), лауреат Государственной премии СССР (1983) и премии Ленинского комсомола (1972). Окончил Институт военных дирижёров (1953), Московскую консерваторию по классу композиции В. Я. Шебалина (1959).

## Биография
Юрий Михайлович Чичков родился и провёл детство в Москве. Интерес к музыке проявил в раннем возрасте, много пел. Первым преподавателем по вокалу для него стала мать, которой впоследствии композитор посвятит много ярких песен. Она же привела Юру в музыкальную школу, где его способности сразу были с достоинством оценены.
Ещё ребенком застала Юру Великая Отечественная война. По воспоминаниям композитора, и в военное время его озорной характер давал о себе знать — однажды после бомбёжки он с другими ребятами взобрался на 4-й этаж разрушенного дома, увидев стоящее у единственной уцелевшей стены пианино. Преодолев опасный путь наверх, юный музыкант устроил необыкновенный концерт для собравшихся внизу прохожих.
К счастью, даже переоборудование музыкальной школы в военный госпиталь не помешало Юре продолжить занятия музыкой. Его преподавательница настояла на продолжении учёбы, несмотря на невзгоды военного времени. Продолжая успешные занятия, Юра со временем всё чаще задумывался и о собственном вкладе в музыкальную культуру. Именно в юношеские годы он создал свои первые, пусть и не всегда умелые, произведения.
В 1949 году, сразу по окончании Центральной музыкальной школы при Московской консерватории, Юрий Чичков  призывается в армию. Однако его образование не прервалось — за годы службы он окончил сразу 2 музыкальных вуза: Институт военных дирижёров и Московскую консерваторию по классу сочинения. Окончание военной службы позволило Юрию Михайловичу всецело углубиться в композиторскую деятельность, которой он посвятил четыре десятилетия своей жизни.
Скончался Юрий Михайлович 6 августа 1990 года в Москве. Похоронен на 34 участке Ваганьковского кладбища. Рядом с ним похоронена его жена — Илона Евгеньевна Чичкова (1931—2009), заслуженный учитель РСФСР.

## Творчество
Юрий Чичков является автором целого ряда инструментально-вокальных произведений. В его творческом списке — оперы, кантаты, симфония, сюита для хора и симфонического оркестра, концерты для инструментов с оркестром (фортепиано, скрипка, виолончель), сонатина для трубы и фортепиано, сонаты, вариации, этюды, песни-баллады. Создал композитор и цикл о первой любви (13 песен на стихи С. А. Есенина, Е. А. Евтушенко, Р. И. Рождественского, А. А. Вознесенского, М. И. Цветаевой, К. Я. Ваншенкина и другие). Написал Ю. Чичков и десятки патриотических песен, в чём с ним тесно сотрудничали такие известные поэты-песенники, как Константин Ибряев, Пётр Синявский, Михаил Пляцковский, Яков Халецкий, Сергей Гребенников, Николай Добронравов, и исполнители Владимир Трошин, Виктор Селиванов и другие.
«Скерцо для флейты» Юрия Чичкова звучало в заставке к популярной музыкальной передаче «Утренняя почта» и в знаменитой клоунаде Олега Попова «Солнечный зайчик».
Был автором музыки к телеспектаклям и кинофильмам. Однако львиная доля творчества и самой души композитора была отдана детям.
Для детей Юрий Михайлович Чичков написал огромное количество песен, поистине ставших классикой детского музыкального жанра. По словам самого композитора: 

Творчество для детей держится на трёх китах — музыка и стихи должны быть услышаны сердцем, в детской песне должно быть заложено доброе, волшебное зёрнышко и самое главное — любовь к детям!
Песни Чичкова звучали на Всесоюзном радио и Центральном телевидении в исполнении как Большого детского хора под управлением В. Попова, так и маленьких школьных коллективов. Большое количество песен композитор посвятил школе. Такие песни, как «Наташка-первоклашка», «Из чего же, из чего же…», «Наша школьная страна», «Детство — это я и ты» вошли в программы школьных праздников по всему Советскому Союзу, а многие из них популярны и в СНГ, и в России XXI века.
Композитор Ян Френкель так говорил о творчестве Юрия Михайловича:

Что так привлекает детей и взрослых к творчеству Чичкова? Мне кажется, главным достоинством песен композитора является их мелодичность. Именно через мелодию, прежде всего, выражает он своё отношение к жизни, своё понимание её движения и развития. Мелодии его песен наделены яркой образностью. В подтверждение этому я тут же вспоминаю такие его песни, как «Родная песенка», «Наташка-первоклашка», «Волшебный цветок».
Не оставил композитор без внимания и такой любимый детьми жанр, как мультфильмы. Первая его работа в мультипликации состоялась в 1977 году — Юрий Михайлович написал музыку к мультфильму «Шёлковая кисточка». Продолжилась «мульткарьера» композитора в мультипликационных фильмах «Солдатская сказка», «Жил-был Саушкин», «Кто придёт на Новый год?», «Болванка», «Солдатская лампа», «Не хочу и не буду».

### Музыка к фильмам
- 1966 — «Трое» (фильм-спектакль)
- 1968 — «Барсуки» (фильм-спектакль)
  - Зарядье. 1-я серия
  - В деревне. 2-я серия
  - В лесу. 3-я серия
- 1968 — «Белая перчатка» (фильм-спектакль)
- 1968 — «В тихой станице» (фильм-спектакль)
- 1969 — «Вчера, сегодня и всегда»
- 1969 — «Строгая девушка» (фильм-спектакль)
- 1972 — «Карнавал»
- 1972 — «К бабушке, к дедушке» (фильм-спектакль)
- 1973 — «Новые приключения Дони и Микки»
- 1973 — «Ступени» (фильм-спектакль)
- 1974 — «В восемнадцать мальчишеских лет» (фильм-спектакль)
- 1976 — «Сибирь»
- 1977 — «Вызов» (фильм-спектакль)

### Музыка к мультфильмам
- 1977 — «Весёлая карусель» № 9. «Клоун»
- 1977 — «Шёлковая Кисточка»
- 1980 — «Солдатская сказка»
- 1981—1982 — «Жил-был Саушкин»:
  - 1981 — Фильм 1-й
  - 1982 — Фильм 3-й
- 1982 — «Кто придёт на Новый год?»
- 1984 — «Не хочу и не буду»
- 1984 — «Солдатская лампа»

### Сочинения
- опера-поэма Дорогой звёзд (исп. на Центральном телевидении, 1963)
- опера Земля чудес (исп. на Всесоюзном радио, 1966)
- кантаты
  - Человек, рождённый летать (сл. С. Т. Гребенникова и H. H. Добронравова, 1964)
  - Дети рядом с отцами (сл. В. П. Котова, 1965)
  - Берём с коммунистов пример (сл. К. И. Ибряева, 1976)
  - Мы верная смена твоя, Комсомол (сл. М. С. Пляцковского, 1978)
- сюита Наша школьная страна (сл. К. И. Ибряева)
- сюита для хора и симфонического оркестра Никто не забыт и ничто не забыто (сл. Ю. Г. Разумовского, 1972)
- симфония Песня о Соколе (для симфонического и духового оркестра, 1953)
- концерты для инструментов с оркестром:
  - для фортепиано (1963)
  - для скрипки (1964)
  - для виолончели (1964)
- сонатина для трубы и фортепиано (1953)
- сонаты, вариации, этюды для фортепиано (1953—1964)
- песни-баллады на слова узников концентрационного лагеря Заксенхаузен (1967)
- «Сентиментальный вальс»[3] для фортепиано

### Наиболее известные детские и пионерские песни
- «Баллада о юнге» (о Саше Ковалёве, часть кантаты «Солнечными маршрутами», сл. К. Ибряева)
- «Вальс дружбы»
- «Вальс»
- «Вот оно, глупое счастье» (сл. С. Есенина)
- «Девчонки и мальчишки»
- «Дети рядом с отцами» (часть одноимённой кантаты, сл. В. Котова)
- «Детство — это я и ты» (сл. М. Пляцковского), лауреат Песни-82
- «Добрая песенка» (сл. Константина Ибряева)
- «Дружат дети на планете» (сл. М. Пляцковского)
- «Если умным хочешь быть» (сл. М. Пляцковского)
- «Женька»
- «Живы герои»
- «Здравствуйте, мамы» (сл. К. Ибряева)
- «Зимний праздник»
- «Идём дорогой Ленина» (сл. К. Ибряева)
- «Из чего же, из чего же…» (сл. Я. Халецкого)
- «Кожаный мяч» (часть кантаты «Солнечными маршрутами», сл. К. Ибряева)
- «Костры» (часть кантаты «Солнечными маршрутами», сл. К. Ибряева)
- «Лесной марш» (сл. Петра Синявского)
- «Мама» (сл. М. Пляцковского)
- «Мать-отчизна» (часть кантаты «Дети рядом с отцами», сл. В. Котова)
- «Мой щенок» (сл. П. Синявского)
- «Музыка и дети» (сл. М. Пляцковского)
- «Музыкант-турист» (сл. И. Белякова)
- «Мы едем на праздник»
- «Напиши мне письмо» (сл. К. Ибряева)
- «Наташка-первоклашка» (сл. К. Ибряева)
- «Наша школьная страна» (сл. К. Ибряева)
- «Наши мамы — самые красивые» (сл. М. Пляцковского)
- «Не стой в стороне равнодушно»
- «Непослушный медвежонок» (сл. К. Полякова)
- «Одноклассники» (сл. К. Ибряева)
- «Отцовским путём» («Ты идёшь нехоженой тропою…», часть кантаты «Дети рядом с отцами», сл. В. Котова)
- «Первый вальс» (сл. Петра Алексеевича Синяввского)
- «Песня о волшебном цветке» (сл. М. Пляцковского)
- «Песня о Зое»
- «Песня о мечте» («Позвала меня вдаль мечта…», часть кантаты «Дети рядом с отцами», сл. В. Котова)
- «Песня про жирафа» (сл. Ю. Энтина)
- «Песня юных мастеров» (часть кантаты «Солнечными маршрутами», сл. К. Ибряева)
- «Поздравление»
- «Походная»
- «Праздник пионерии» (сл. П. Синявского)
- «Просто девочки, просто мальчики» (сл. Р. Рождественского)
- «Радость» (сл. М. Пляцковского)
- «Расцветай, весна» (сл. Л. Васильевой)
- «Родная песенка» (сл. Петра Синявского)
- «Самая счастливая» (сл. К. Ибряева и Л. Кондрашенко)
- «Свирель да рожок» (сл. П. Синявского)
- «Сияйте, наши звёздочки» (часть кантаты «Солнечными маршрутами», сл. К. Ибряева)
- «Скерцо»
- «Смешная карусель» (сл. М. Пляцковского)
- «Солнечными маршрутами» (кантата, сл. К. Ибряева)
- «Столица счастливого детства» (сл. К. Ибряева)
- «Столько в книге страниц»
- «Счастливая бессонница»
- «У мамы день рожденья» (сл. М. Пляцковского)
- «Утро школьное, здравствуй» (часть кантаты «Солнечными маршрутами», сл. К. Ибряева)
- «Шёл отряд»
- «Школьная карта» (часть кантаты «Солнечными маршрутами», сл. К. Ибряева)
- «Шуми, сосна» (сл. К. Ибряева)
- «Это просто чудеса» (сл. М. Пляцковского)
- «Я хочу узнать…» (сл. М. Пляцковского)

### Сборники песен
- Чичков Ю. М. Горизонты мечты. — М.: Советский композитор, 1981. — 72 с.
- Чичков Ю. М. Имя Ленина на знамени нашем. — М.: Советский композитор, 1983. — 80 с.
- Чичков Ю. М. Мы верная смена твоя, комсомол. — М.: Советский композитор, 1980. — 80 с.
- Чичков Ю. М. Мы о Родине поём. — М.: Советский композитор, 1977. — 64 с.
- Чичков Ю. М. Наша школьная страна. — М.: Советский композитор, 1968. — 48 с.
- Чичков Ю. М. Песни. — М.: Советский композитор, 1971. — 66 с.
- Чичков Ю. М. Песни нашего сердца. — М.: Музыка, 1975. — 63 с.
- Чичков Ю. М. Просто девочки, просто мальчики. — М.: Советский композитор, 1978. — 74 с.
- Чичков Ю. М. Птица-песенка. — М.: Музыка, 1966. — 61 с.
- Чичков Ю. М. Сегодня мы дети, завтра — советский народ. — М.: Советский композитор, 1976. — 74 с.
- Чичков Ю. М. Солнечные маршруты. — М.: Советский композитор, 1972. — 68 с.
- Чичков Ю. М. Чьи песни ты поёшь. — М.: Музыка, 1979. — 64 с.

### Литературные сочинения
- Этот длинный, прекрасный год, «Музыкальная Жизнь», 1975, № 1.